# سوفي أوستين
سوفي أوستين (بالإنجليزية: Sophie Austin)‏ هي ممثلة بريطانية، ولدت في 5 يناير 1984 في لندن في المملكة المتحدة.

## وصلات خارجية
- سوفي أوستين على موقع IMDb (الإنجليزية)
- سوفي أوستين على موقع ألو سيني (الفرنسية)
- سوفي أوستين على موقع قاعدة بيانات الفيلم (الإنجليزية)